# Ion Costaș
Ion  Costaș (n. 1944, satul Țarigrad, raionul Drochia) este un general și erou de război din Republica Moldova, care a îndeplinit funcția de ministru al afacerilor interne al Republicii Moldova (1990-1992) și ministru al apărării (1992).

## Prezentare
Se trage dintr-o familie de români basarabeni din nordul Basarabiei - satul Tarigrad, Drochia. Tatăl autorului - sergent al Armatei Române - a căzut prizonier la al armatei sovietice  la Cotul Donului.
A revenit la ai săi în 1948, iar curând după aceea, cu toată familia, în 1949, au fost deportați în Siberia, apoi strămutați în stepele Kazahstanului, la minele din Karaganda. De unde, cum s-a întâmplat cu mulți basarabeni, s-au întors, în 1958. După absolvirea școlii medii ruse din Drochia, R. Moldova, a urmat studiile la Harkov (Ucraina), la Școala superioară de aviație militară, pe care a absolvit-o cu onoruri. Primește diploma de pilot militar pe supersonice și diploma de inginer de aviație. Calitățile sale l-au impus printre colegii de generație, iar superiorii politici ai Armatei Roșii i-au recunoscut valoarea, promovându-l până la rangul de general în aviația supersonică. După absolvirea la zi a Facultății de comandă a Academiei Militare de Aviație „Iuri Gagarin” cu medalie de aur, a fost numit comandat de regiment de aviație tip MIG-25RB în Germania de Est, apoi adjunct și comandant de divizie de aviație tip vânători-bombardament în Transbaikalia (Cita-Stepi). Urmează studiile la Academia Marelui Stat-Major al armatei URSS, la Moscova, pe care o absolvă cu onoruri. După absolvirea celei mai prestigioase instituții militare în armata sovietică, cu mare greu obține repartizarea pentru serviciul militar în Moldova, în funcția de adjunct de comandant al Armatei a 14-a sovietice pe probleme de aviație.
A fost, la data aceea unul din cei mai tineri generali (la 40 de ani) din armata sovietică. Apariția Republicii Moldova l-a făcut să se întoarcă printre ai săi, ca să pună umărul la renașterea și consolidarea spiritului românesc în stânga Prutului. A primit la Chișinău cele mai înalte însărcinări pe linie militară în clipele cele mai grele ale Republicii Moldova. La început de existență a noului stat - ministru de Interne. A restructurat miliția în poliție, a creat Academia de Poliție a Republicii Moldova, concomitent organizând lupta contra separatismelor transnistrean și găgăuz, activ susținute de Moscova. Apoi, la 5 februarie 1992, este numit ministru al Apărării prin decretul lui Mircea Snegur. A creat ministerul de la zero în condiții de război! A fost perioada de luptă cu separatismul în anii 1990-1992 și de război cu Armata a 14-a, cu gardiști din Transnistria și cazaci din URSS.
Costaș susține unirea Republicii Moldova cu România. Acesta consideră că România ar putea face un schimb de teritorii cu Ucraina pentru reîntregirea României Mari (România să cedeze Transnistria în schimbul Bucovinei de Nord, Ținutului Herța, Hotinul și Bugeacul).

## Biografie
Ion Costaș s-a născut în anul 1944 în satul Țarigrad (raionul Drochia), într-o familie de țărani de etnie română. Între anii 1949-1957, s-a aflat împreună cu părinții în Kazahstan, unde aceștia fuseseră deportați ca urmare a condamnării la 25 ani de muncă silnică (fiind acuzați că sunt complici fasciști). A absolvit Școala Militară Superioară de Aviație din orașul Harkov (1967), Academia Forțelor Aeriene "Iuri Gagarin" de la Moscova (1976) În perioada 1967-1984 e ofițer de aviație în Armata Sovietică, mai întâi ca pilot (din 1967), comandant de escadrilă (1976-1978) apoi locțiitor,si comandant regiment de aviatie (1978-1980). Devine comandant de Divizie de aviatie in(1980-1982), având 102 avioane de luptă . Urmează studiile la Academia Marelui Stat-Major al armatei URSS, la Moscova pe care o absolvă cu onoruri... apoi nimit adjunct al comandantului Armatei a 14-a a URSS pe probleme de aviație.
În anul 1984 a fost numit în funcția de locțiitor al comandantului DOSAAF (Societatea Voluntarilor din Uniunea Sovietică pentru Asistența acordată Armatei, Forțelor Aeriene și Navale) din RSS Moldovenească, iar în anul următor a devenit comandant al Comitetului Central al DOSAAF, deținând această funcție până în anul 1990. A fost avansat în octombrie 1988 la gradul de general-maior de aviație al Armatei Sovietice.
În anul 1990 a fost numit în funcția de președinte al Comisiei Sovietului Suprem al RSS Moldova pentru Securitatea Statului și probleme militare, iar în septembrie 1990 - membru al Consiliului Prezidențial al Republicii Moldova. Între anii 1990-1992, generalul Ion Costaș a deținut funcția de ministru al afacerilor interne în Guvernul Republicii Moldova.
Prin Decretul Președintelui statului nr. 20 din 5 februarie 1992, generalul de divizie Ion Costaș este numit ca primul ministru al apărării al Republicii Moldova, dar a fost eliberat din funcție (împreună cu Anatol Plugaru, ministrul securității) după înfrângerea trupelor moldovenești în luptele pentru readucerea Transnistriei în componența Republicii Moldova, lupte purtate cu formațiunile paramilitare transnistrene și cu Armata a XIV-a sovietica, condusă de către generalul Aleksandr Lebed.
A fost numit  Ministru consilier, atașat militar în România, de unde a fost rechemat în octombrie 1993 și trecut în rezervă.
Ion Costaș a fost decorat cu Ordinul "Pentru serviciul în forțele armate ale țării natale", clasa a III-a și cu 6 medalii. La 24 februarie 2010, ministrul afacerilor interne al Republicii Moldova, generalul Victor Catan, l-a decorat pe generalul Costaș cu „Crucea de merit", cea mai înaltă distincție a MAI cu prilejul aniversării zilei sale de naștere.